# جائزة الكويت الإلكترونية
جائزة الكويت الإلكترونية، هي جائزة أطلقتها مؤسسة الكويت للتقدم العلمي في عام 2008م، وتعتبر الجائزة النسخة المحلية المعتمدة لدولة الكويت من جائزة المحتوى الإلكتروني التابعة لمنظمة الأمم المتحدة (UN GAID).

## أهداف الجائزة
تهدف الجائزة لدعم وتشجيع صانعي المحتوى الإلكتروني من مواطني ومقيمي دولة الكويت وتأهيل مشاريعهم للمشاركة في الجائزة العالمية للمحتوى الإلكتروني

## مجالات الجائزة
الحكومة الإلكترونية، والترفية الإلكتروني، والصحة الإلكترونية، والتجارة الإلكترونية، والتراث الإلكتروني، والعلوم الإلكترونية، الاحتواء الإلكتروني، والتعليم الإلكتروني.